# ثعلب درپوشی
ثعلب درپوشی (نام علمی: Steveniella) نام یک سرده از تیره ثعلبیان است.